# Paul Kimura
Paul Kimura (* 20. Jahrhundert; † April 2020) war ein US-amerikanischer Snookerspieler, der 2006 die Snooker-Meisterschaft der Vereinigten Staaten gewinnen konnte.

## Karriere
2006 nahm Kimura, der aus Kalifornien kam und in einem Snookerclub in San Gabriel trainierte, an der US-Snooker-Meisterschaft teil und erreichte das Halbfinale, in dem er überraschend den auf Platz 2 gesetzten Raymond Fung besiegte, bevor er im Finale gegen Romil Azemat mit 5:3 zum Überraschungssieger des Turnieres wurde. Nachdem er 2007 auf eine Teilnahme verzichtet hatte, nahm er 2008 wieder am Turnier teil, unterlag aber im Achtelfinale Altmeister Tom Kollins. Im selben Jahr war er Teil des US-Teams bei der Can-Am Snooker Challenge, bevor er 2009 im Finale des vierten Events der USSA National Snooker Tour Yi Fei Mei unterlag. 2012 nahm er letztmals an der US-Meisterschaft teil, schied aber bereits in der Gruppenphase aus. Er starb aller Wahrscheinlichkeit nach im April 2020; sein Tod wurde am 30. April 2020 vom US-Verband bekannt gegeben.

## Erfolge
| Ausgang         | Jahr | Turnier                                       | Finalgegner  | Ergebnis |
| --------------- | ---- | --------------------------------------------- | ------------ | -------- |
| Amateurturniere |      |                                               |              |          |
| Sieger          | 2006 | Snooker-Meisterschaft der Vereinigten Staaten | Romil Azemat | 5:3      |
| Zweiter         | 2009 | Event 4 der USSA National Snooker Tour        | Yi Fei Mei   | 0:4      |